# Baggensudden

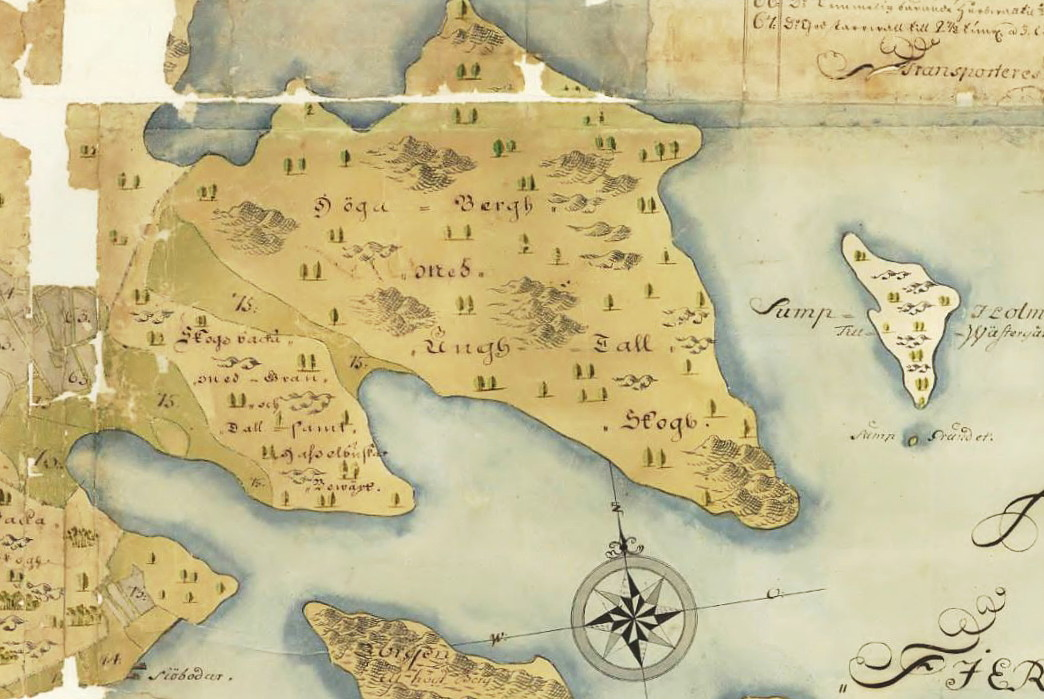
Baggensudden och Pålnäsviken 1722.

Baggensudden är ett villaområde och en halvö i Baggensfjärden i Saltsjöbaden, Nacka kommun, Stockholms län.

## Beskrivning

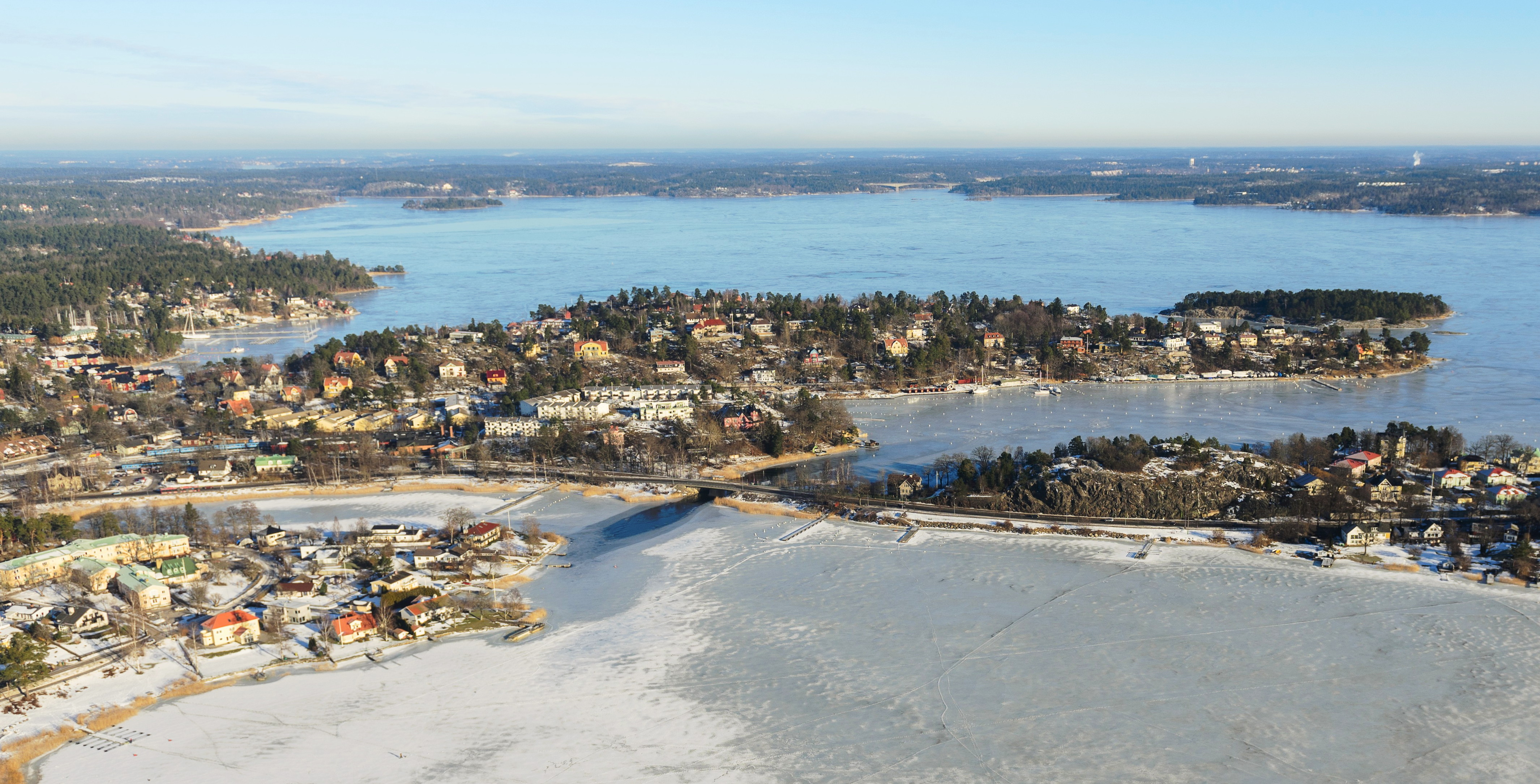
Baggensudden i februari 2013.

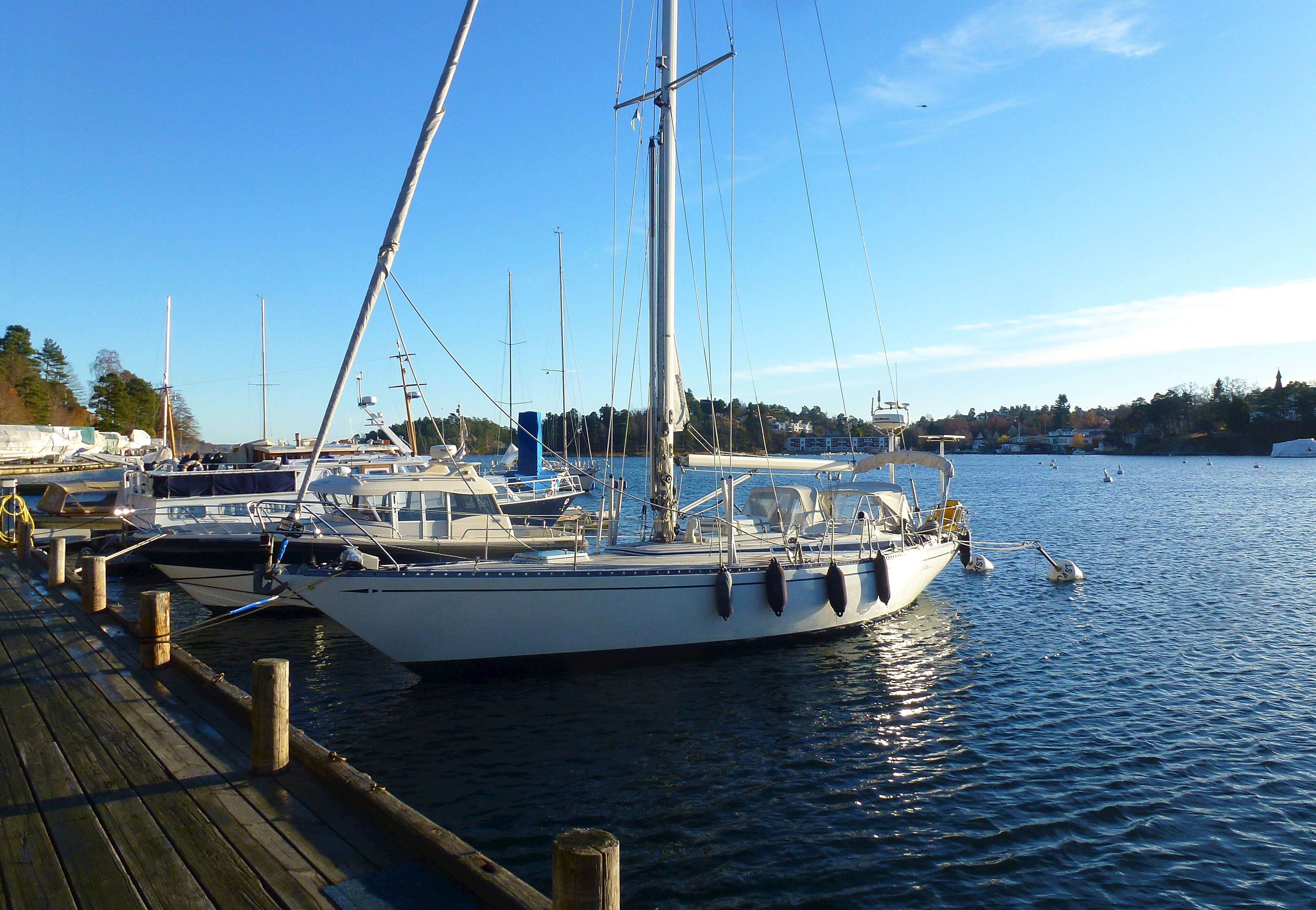
Marina vid gamla Kolbryggan.

Baggensudden begränsas i norr av Moranviken, i öster av Baggensfjärden, i söder av Pålnäsviken och i väster vidtar bostadsområdena Igelboda och Neglinge. Udden och den öster därom belägna ön Sumpholmen hörde ursprungligen till en av Neglingegårdarna. 
Udden hörde till godset Erstavik och förvärvades 1889 tillsammans med ett större landområde av finansmannen K.A. Wallenberg för att här låta uppföra den nya villastaden och badorten Saltsjöbaden. Den då namnlösa udden var helt obebyggd och kännetecknades av mycket kuperad terräng. Den första som bosatte sig på udden var grosshandlaren Theodor Nygren, vars sommarnöje Villa Nygren färdigställdes år 1892 och finns kvar än idag. Udden kallades då även "Nygrens udde".
Baggensudden planlades i flera omgångar, 1909 och 1936. Vid uddens södra sida anlades dock redan under 1890-talet den så kallade Kolbryggan, där kol lossades för driva Saltsjöbanans ånglok. Hit ledde ett stickspår från Neglinge som fanns kvar fram till 1990-talet. Banvallen är numera ombyggd till gång- och cykelväg. Vid Baggensuddens stränder finns badplats och i vikarna ligger flera småbåtshamnar.
Uddens huvudvägar är Vikingavägen, Pålnäsvägen, Matrosvägen och Fjällvägen.

## Intressanta byggnader (urval)
- Fjällvägen 12A, Villa Stockenberg från 1910, arkitekt Isak Gustaf Clason och Rudolf Emanuel Jacobsen, byggnadsminne.
- Fjällvägen 16, villa från 1954, arkitekt Lennart Tham.
- Matrosvägen 15, villa från 1955, arkitekt Karl-Axel Bladh.
- Pålnäsvägen 1, villa från 1916, arkitekt Lars Gramén.
- Pålnäsvägen 11, villa från 1906, arkitekt Ferdinand Boberg.
- Pålnäsvägen 17, villa från 1903, arkitekt Albert Collett.
- Pålnäsvägen 31, Nygrenska villan från 1892, arkitekt okänd. Mellan 1917 och 1936 ritade arkitekt Erik Amundson flera om- och tillbyggnader av villan som då fick sitt nuvarande utseende.

## Bilder

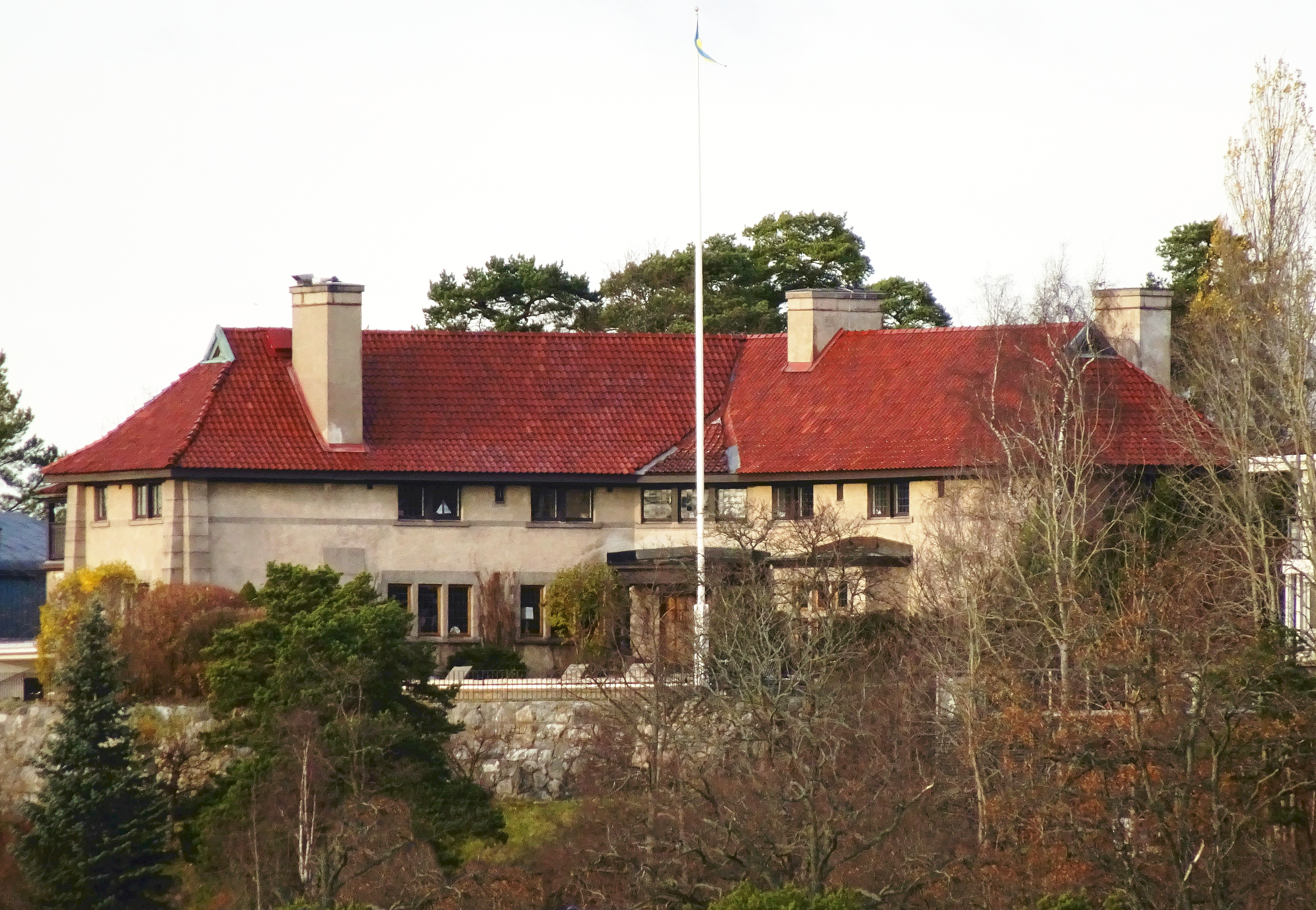
Villa Stockenberg, Fjällvägen 12A
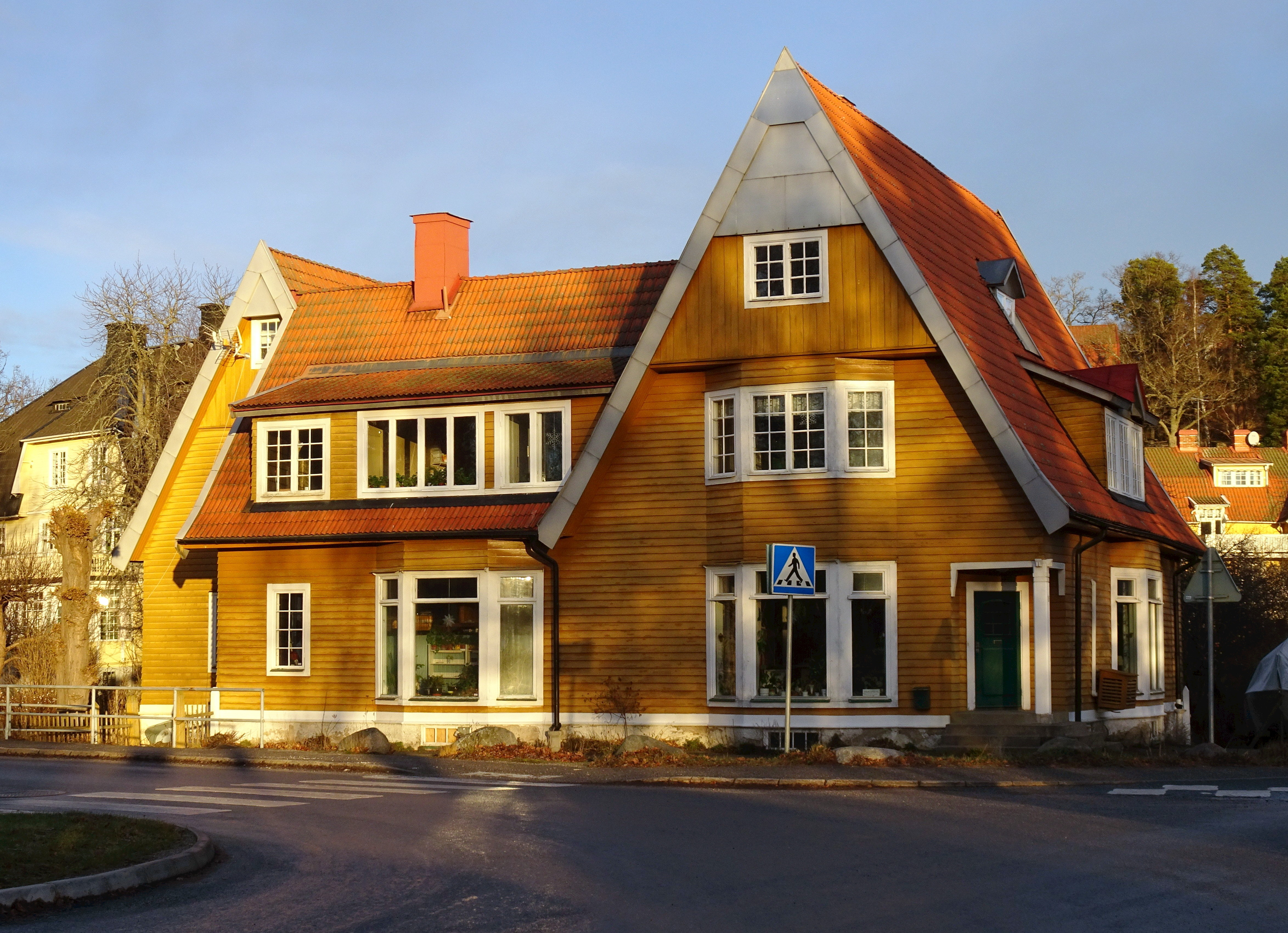
Villa Pålnäsvägen 1
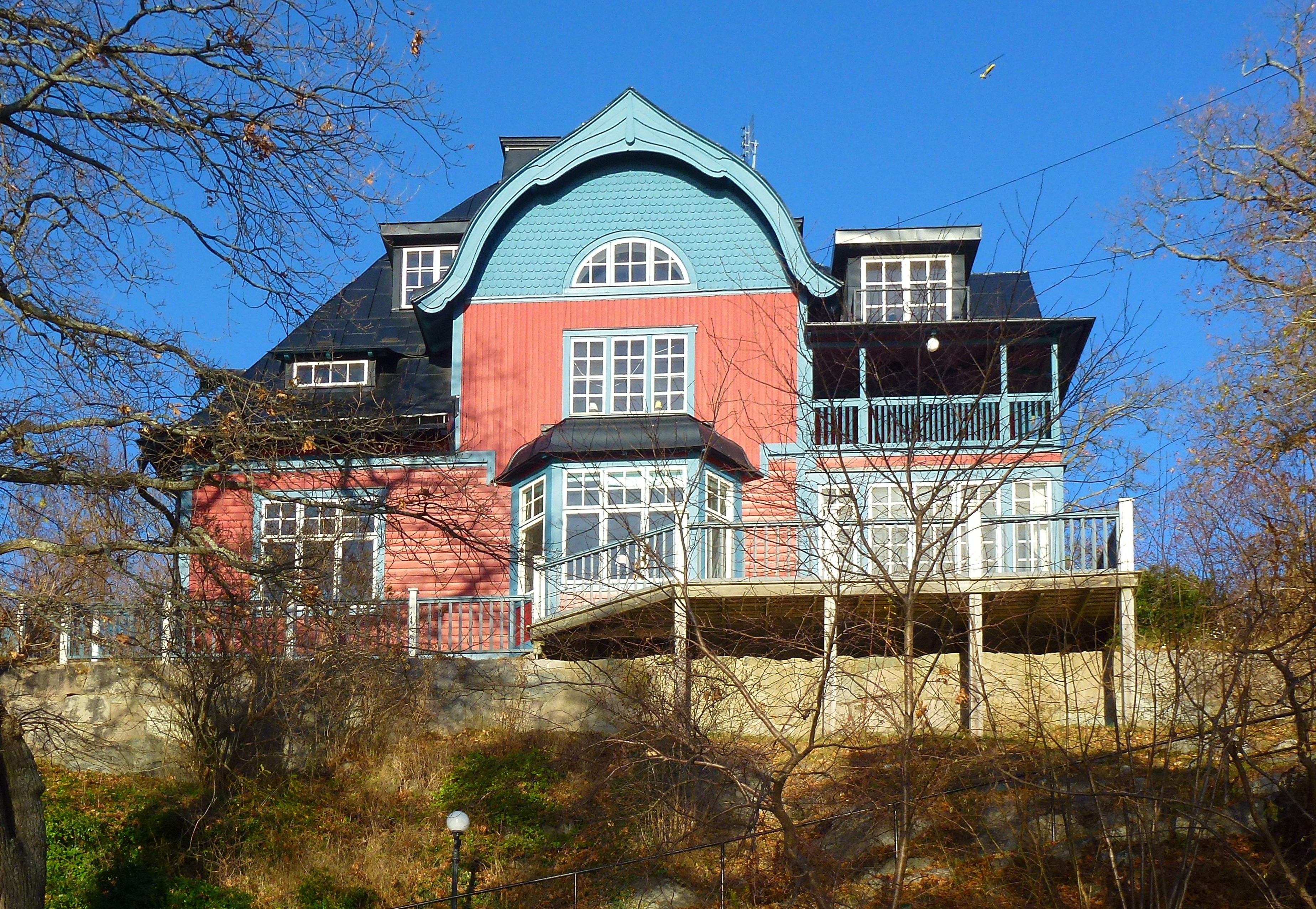
Villa Pålnäsvägen 17
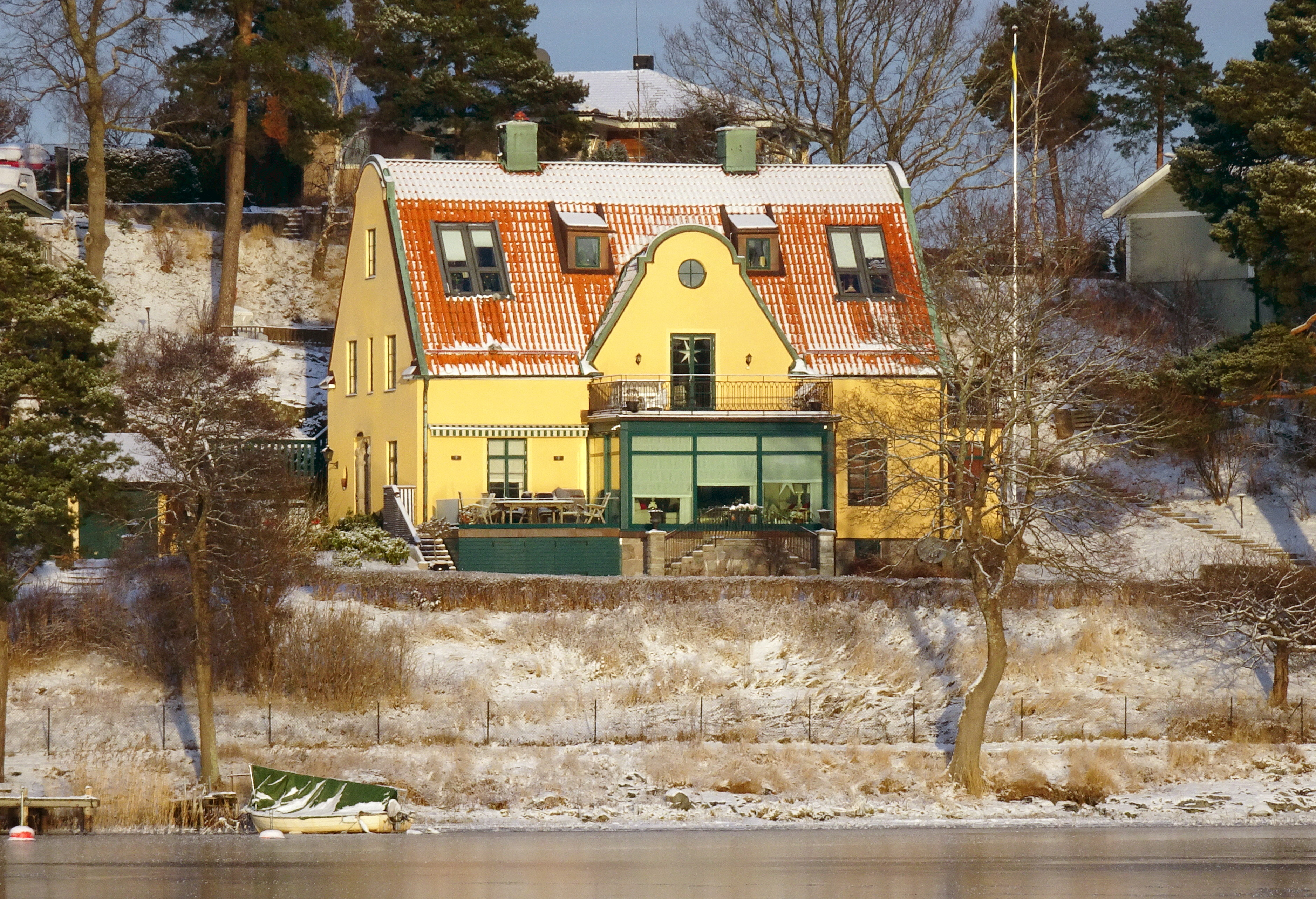
Nygrens villa, Pålnäsvägen 31